# Monuments mégalithiques d'Alcalar
Les monuments mégalithiques d'Alcalar, est un site archéologique regroupant un ensemble de tombeaux funéraires de la période de l'âge du cuivre situé dans la freguesia de Mexilhoeira Grande (pt), sur le territoire de la municipalité de Portimão (district de Faro, Portugal),.
Cet ensemble mégalithique a été construit par une communauté qui habitait la région vers les IVe et IIIe millénaires av. J.-C., et leur complexité est due à la richesse naturelle de cette région. Le complexe archéologique comprend une vingtaine de tombes, ainsi qu'un habitat et cinq autres tombes périphériques. Deux des monuments funéraires, le septième et le neuvième, ont été restaurés et intégrés à un parcours de visite, qui comprend également un centre d'interprétation. À proximité se trouve également un four à chaux du XVIIIe siècle.
Le site est classé Monument national depuis 1910.

## Description

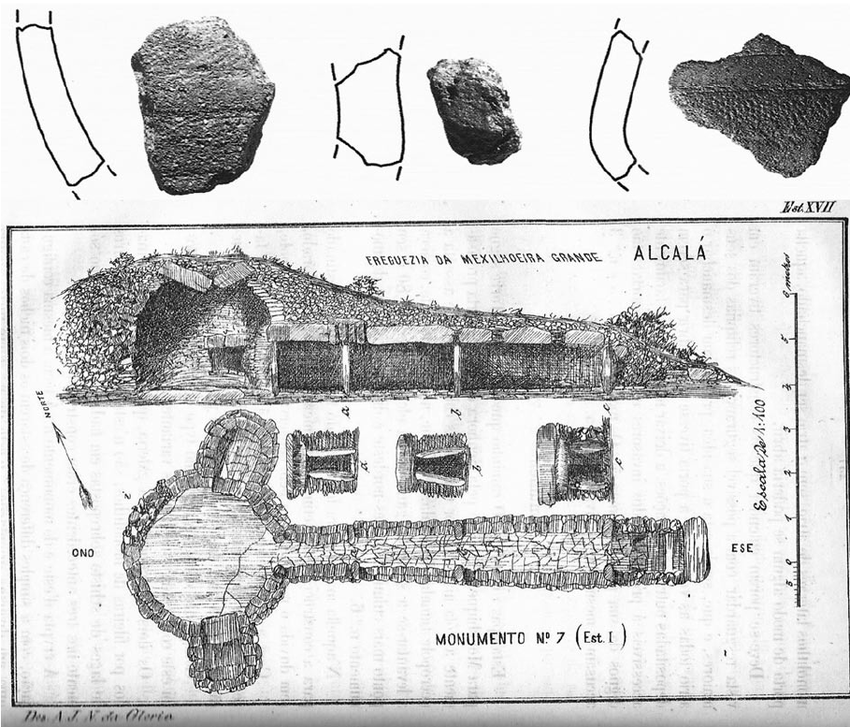
Plan du monument 7

Au cours du IIIe millénaire av. J.-C., une étendue de terre de 10 ha, située à l'extrémité d'une partie auparavant navigable de la rivière Torre, devint le centre de la colonie. Elle fut construite sur une colline le long de la bande côtière calcaire de l'Algarve, à environ 5 km de Mexilhoeira Grande, avec des conditions naturelles qui permettent sa défense. Le groupe mégalithique qui caractérise cette zone fut probablement construit entre 2000 et 1600 av. J.-C., à l'apogée du Chalcolithique. 
Environ 18 tombes mégalithiques différentes ont été construites dans les collines environnantes. La zone est peuplée d'une nécropole composée de divers tumulus rectangulaires et de tholos (avec chambres et couloirs). Certains comprennent de fausses coupoles et des niches latérales, dont la construction a fait appel à diverses techniques architecturales.

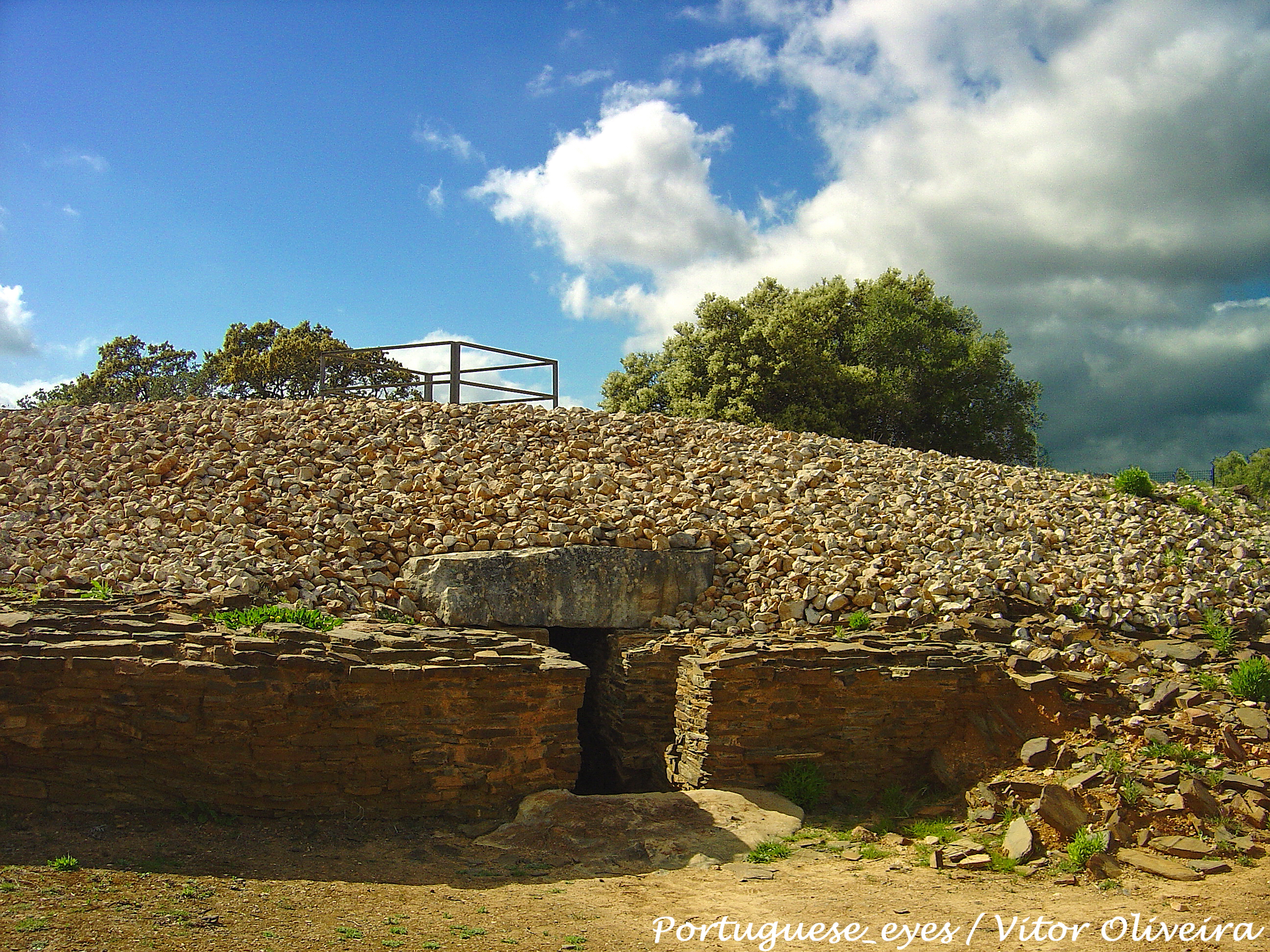
Monument 7

De par son caractère monumental, le monument 7 (construite au IIIe millénaire ) constitue un centre historique, culturel et scientifique indéniable du site, notamment par la quantité d'artefacts mis au jour. La tombe en ruche, construite à partir d'un monticule de pierres autour d'une tholos, est dotée d'un couloir sous-jacent et d'une chambre voûtée (ou crypte). Sa base, en schiste, est reproduite dans un mur qui entoure la structure, formant un passage. Son diamètre est de 27 m, avec une entrée orientée à l'est située au milieu. L'accès à la chambre funéraire principale se fait par le couloir orienté à l'est, recouvert de grandes dalles de calcaire orientées de manière à concentrer étroitement l'accès à la crypte. Cet espace, recouvert d'une dalle de calcaire, se situe au centre géométrique de la tombe.

## Galerie

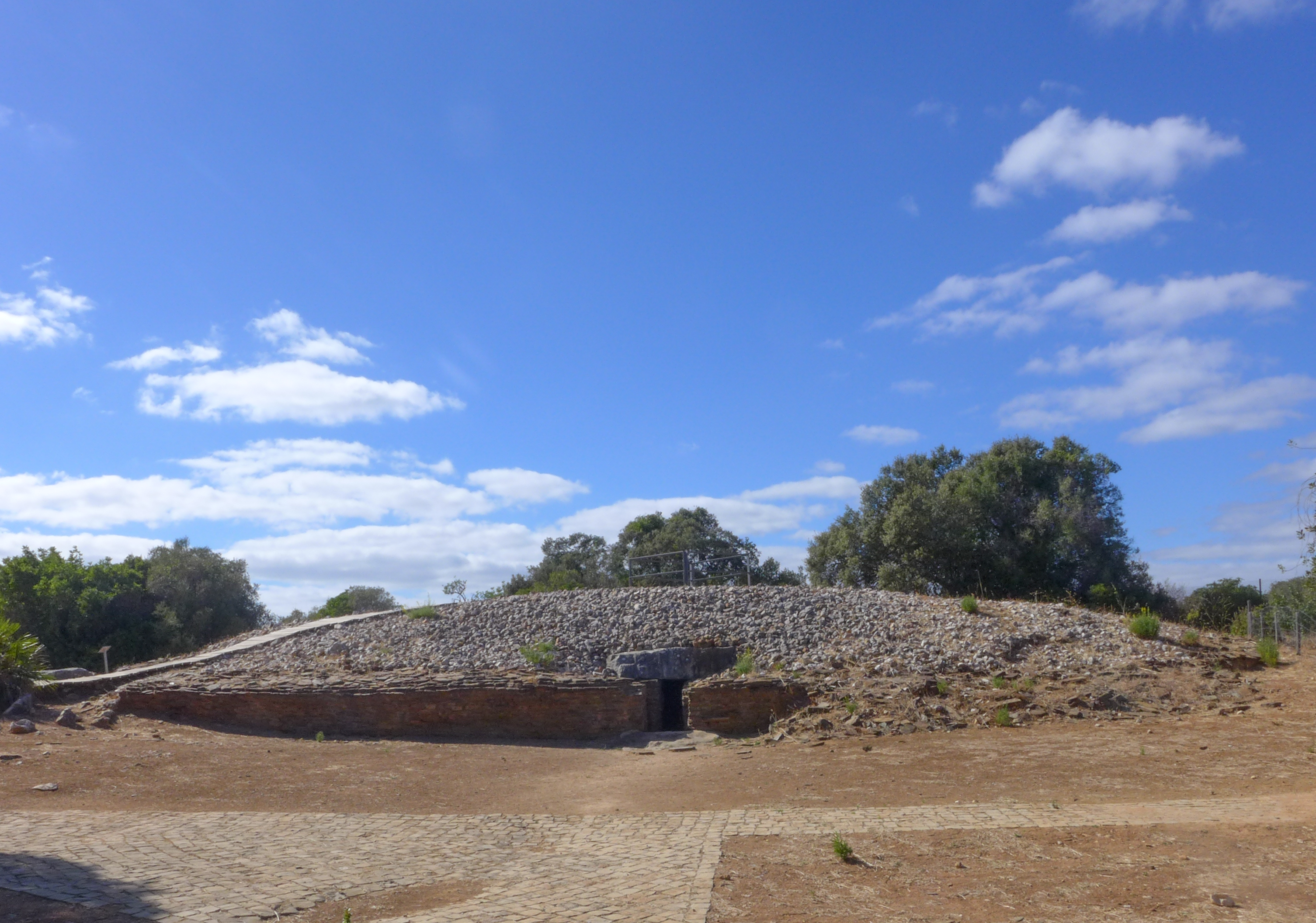
Monument 7.
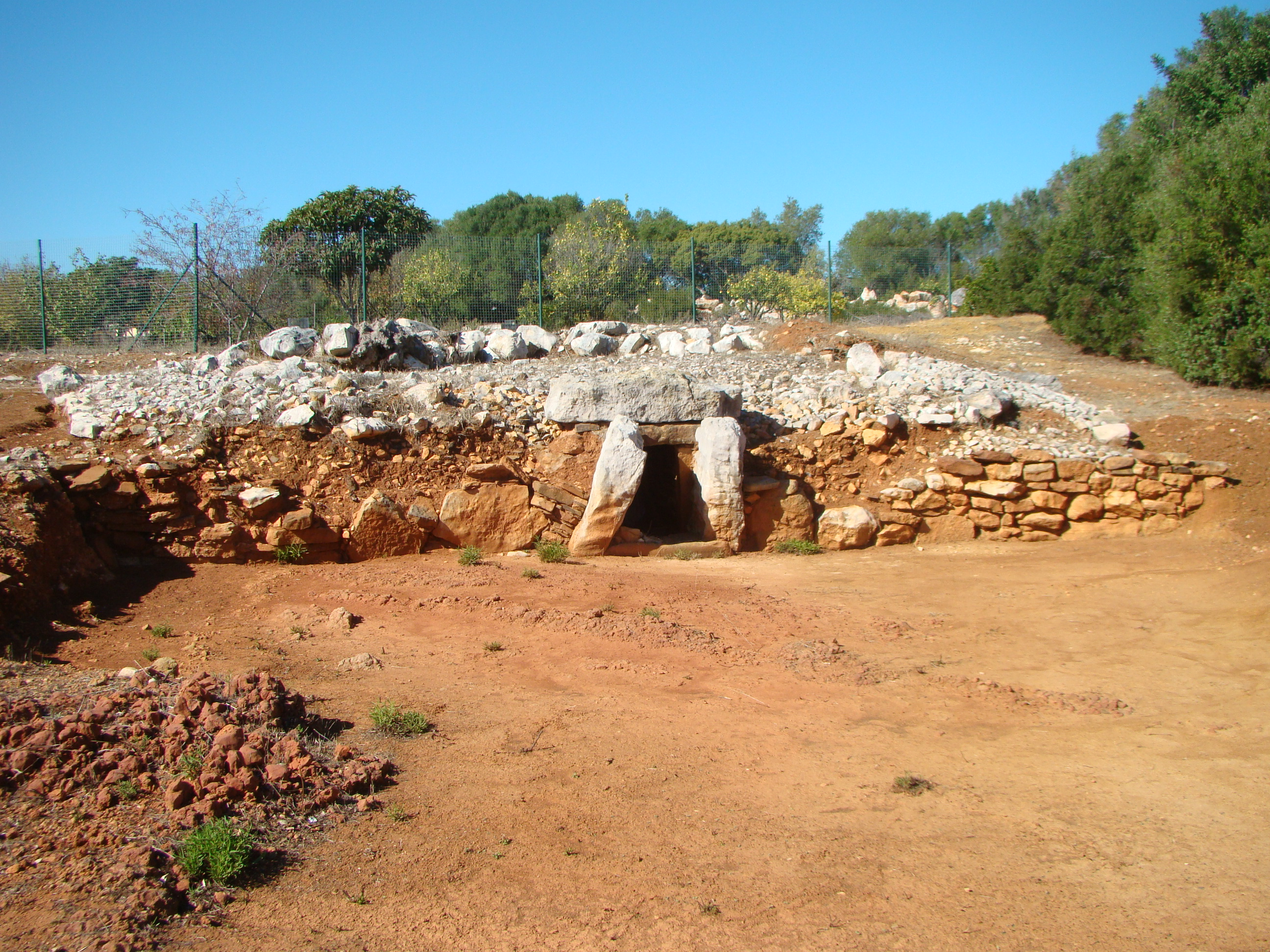
Monument 9.